# Substantia innominata
Substantia innominata (lat. unbenannte Struktur oder Struktur ohne Namen) ist Teil des basalen Vorderhirns und besteht aus:
- ventralem Striatum
- Nucleus basalis Meynert
- zentro-medialer Amygdala

Sie fungiert als cholinerges Projektionssystem und ist zuständig für die Schwellenregulation von Erregung und Schlaf und beeinflusst auch Lernen, Aktivierung und Denken.